# Francis Hime
Francis Hime, de son nom complet Francis Victor Walter Hime, né le 31 août 1939 à Rio de Janeiro, est un compositeur, pianiste et chanteur brésilien.
Il s'est illustré dans la musique brésilienne (bossa nova, MPB, samba, frevo, modinha, choro, calango), la musique de film et la musique classique.
Francis Hime est surtout connu en France pour sa collaboration avec Georges Moustaki. Francis Hime est, par exemple, le directeur musical de l'album de Moustaki Vagabond (EMI, 2005). Par ailleurs, la chanson Partager les restes, chantée par Moustaki en duo avec Stacey Kent sur l'album Solitaire (EMI, 2008), est la reprise, avec paroles françaises, de Trocando em miudos (musique : Francis Hime ; paroles originales Chico Buarque).
Francis Hime est le compositeur du standard de jazz Minha (alias All Mine) enregistré, entre autres, par Bill Evans, Tony Bennett et Eliane Elias.

## Biographie
Né en 1939, Francis Hime étudie le piano dès l'âge de six ans au Conservatoire de musique du Brésil. À 16 ans, il continue ses études de musique à Lausanne.
En 1963, de retour au Brésil, il commence à composer la musique des bossa novas. Il collabore, en particulier, avec les paroliers Vinícius de Moraes (Sem mais adeus, Anoiteceu, A dor a mais, Teresa sabe sambar, Saudade de amar...) et Ruy Guerra (Minha, Último canto, Por um amor maior...).
En 1969, il part aux États-Unis où, pendant quatre ans, il étudie et approfondit ses connaissances en écriture musicale et en orchestration auprès de Lalo Schifrin, David Raksin, Paul Glass, Albert Harris et Hugo Friedhofer.
En 1973, de retour au Brésil, il enregistre son premier album pour Odeon. C'est aussi le début d'une longue collaboration avec le chanteur Chico Buarque (Atrás da porta, Trocando em miudos, Meu caro amigo, Pivete, Passaredo, Amor Barato, A noiva da cidade, Embarcação, Vai passar, E se).
Depuis, Francis Hime a composé pour Milton Nascimento, Gilberto Gil, Lenine, Joyce, Paulinho da Viola, Paulo Cesar Pinheiro, Cacaso, Capinam, Adriana Calcanhotto, Moraes Moreira, Geraldo Carneiro.
Comme arrangeur, Francis Hime a travaillé pour Chico Buarque (il est le directeur musical de quatre albums du chanteur), Milton Nascimento, Gilberto Gil, Gal Costa, Georges Moustaki, Caetano Veloso, Toquinho, Clara Nunes, Elba Ramalho, Vania Bastos, Fafá de Belém, Olívia Hime, MPB4, etc.
Francis Hime a écrit des musiques de films A Estrela sobe (L´étoile monte), Dona Flor e seus dois maridos (Dona Flor et ses deux maris) de Bruno Barreto, O homem célebre, Republica dos assassinos de Miguel Faria, A noiva da cidade d’Alex Vianny, Marilia e Marina de Luis Fernando Goulart, O homem que comprou o mundo d’Eduardo Coutinho, Marcados para viver de Maria do Rosário, Lição de amor de Eduardo Escorel.
Enfin, Francis Hime a aussi composé quelque œuvres de musique classique : Symphonie n°1 (1986), Carnavais pour chœur et orchestra (1988), Terra Encantada (1997) , Sinfonia do Rio de Janeiro de São Sebastião (2000), Fantaisie pour piano et orchestre (2001), Concerto pour guitare et orchestre (2009), Opera do Futebol (opéra en 4 actes sur un livret de Silvana Gontijo, 2010).
Il est marié à la chanteuse Olivia Hime.

## Discographie
- Os seis em ponto - 1964 (RGE )
- Francis Hime - 1973 (Odeon)
- Passaredo - 1977 (Som Livre)
- Se porém fosse portanto - 1978 (Som Livre)
- Francis - 1980 (Som Livre)
- Sonho de moço - 1981 (Som Livre)
- Os 4 mineiros - 1981 (Som Livre)
- Pau Brasil - 1982 (Som Livre)
- Essas parcerias - 1984 (Elenco)
- Clareando - 1985 (Som Livre)
- Choro rasgado - 1997 (Universal)
- Meus caros pianistas - 2001 (Biscoito Fino)
- Sinfonia do Rio de Janeiro de São Sebastião (cd / dvd) - 2001 (Biscoito Fino)
- Brasil lua cheia (cd / dvd) - 2003 (Biscoito Fino)
- Álbum musical - 2004 (Biscoito Fino)
- Arquitetura da flor - 2006 (Biscoito Fino)
- Francis Hime ao vivo (cd / dvd) - 2007 (Biscoito Fino)
- Álbum Musical 2 - 2008 (Biscoito Fino)
- O tempo das palavras... Imagem - 2009 (Biscoito Fino)
- Francis & Guinga - 2013 (Mis)